# Орлова (Иркутская область)
Орло́ва — деревня в Киренском районе Иркутской области России. Входит в Петропавловское муниципальное образование.
Расположена на левом берегу реки Пилюды, в 1 км северо-западнее места её впадения в Лену, в 12 км к северо-востоку от центра сельского поселения, села Петропавловского.

## Население
| 2002 | 2010 | 2011 | 2012 |
| ---- | ---- | ---- | ---- |
| 74   | ↘35  | →35  | ↘33  |